# Écéchiria
Dans la mythologie grecque, Écéchéirie ou Écéchiria (en grec ancien Ἐκεχειρία / Ekekheiría) était l'esprit et la personnification de la trêve. Son nom, qui signifie l'armistice et la cessation des hostilités, est également utilisé pour désigner la trêve olympique.

## Étymologie
En grec ancien le mot Ἐκεχειρία / Ekekheiría, signifie « trêve, armistice ».

## Culte et représentation
À Olympie se trouvait une statue d'Écéchéirie couronnant le Iphitos, le roi d'Élis qui avait rétabli des Jeux olympiques antiques en l'an 776 av. J-C en concomitance avec le législateur Lycurgue de Sparte.

### Pages connexes
- Liste des divinités de la mythologie grecque
- Jeux olympiques antiques
- Trêve olympique
- Relais de la flamme olympique

### Sources
- (en) Cet article est partiellement ou en totalité issu de l’article de Wikipédia en anglais intitulé « Ekecheiria » (voir la liste des auteurs).